# Кужендеєвська сільська рада
Кужендеєвська сільська рада (рос. Кужендеевский сельсовет) - сільське поселення в Ардатовському районі Нижньогородської області Російської Федерації.
Адміністративний центр - село Кужендеєво.

## Історія
Статус і кордони сільського поселення встановлені Законом Нижньогородської області від 15 червня 2004 року № 60-З «Про наділення муніципальних утворень - міст, робітничих селищ і сільрад Нижньогородської області статусом міського, сільського поселення».

## Населення
| 2002 | 2010  | 2012  | 2013  | 2014 | 2015 | 2016 |
| ---- | ----- | ----- | ----- | ---- | ---- | ---- |
| 1011 | ↘1006 | ↘1003 | →1003 | ↘997 | ↘984 | ↘973 |
| 2017 |       |       |       |      |      |      |
| ↗978 |       |       |       |      |      |      |

## Склад міського поселення
| № | Населений пункт | Тип населеного пункту        | Населення |
| - | --------------- | ---------------------------- | --------- |
| 1 | Беляєво         | присілок                     | ↘198      |
| 2 | Високово        | присілок                     | ↘156      |
| 3 | Кужендеєво      | село, адміністративний центр | ↗652      |